# Мерц, Иван Александрович
Ива́н Алекса́ндрович Мерц (27 октября [8 ноября] 1834, Санкт-Петербург — 10 [22] декабря 1876, Мерано) — российский инженер-архитектор, академик архитектуры Императорской Академии художеств, специалист по дорожному, гидротехническому и промышленному строительству, первый редактор журнала «Зодчий». Член-учредитель Петербургского общества архитекторов.

## Биография
Родился 27 [8] ноября 1834 в Санкт-Петербурге. Получил начальное образование в Петропавловской школе. В 1847 году поступил в Петербургское строительное училище, которое окончил в июне 1855 года со званием архитекторского помощника. Был зачислен на государственную службу и под руководством В. А. Киприянова проводил изыскания одной из южных железных дорог.
По окончании этих работ вернулся в Петербург, где ему было поручено составление проекта углубления петергофской гавани и перестройку пристани под ней. За этот проект в 1863 году Мерц был возведён в звание инженера-архитектора. В качестве помощника инженера Г. Е. Паукера принимал участие в постройке лесов у Александровской колонны. В 1859—1861 годах в качестве помощника архитектора Э. Г. Шуберского принимал участие в разработке проекта и сооружении водонапорной башни на Шпалерной улице, которая строилась для обеспечения работы первого в Санкт-Петербурге централизованного водопровода. При этом на время производства работ Мерц жил на месте строительства. Участие в этом проекте создало архитектору имя в профессиональной среде.
В 1862 году на полтора года отправился в путешествие по Европе для изучения лучших образцов зодчества. По возвращении в Россию в 1863 году поступил на службу в хозяйственно-строительный комитет при Санкт-Петербургской городской думе и был назначен архитектором I строительного участка. Во время работы в этой должности разработал проект мощения улиц по выпуклому профилю (чтобы на них не застаивалась вода). В 1867 году совместно с М. А. Макаровым составил проект крытого рынка на Сенной площади.
В 1871 по проекту Мерца на Манежной площади построен первый в Санкт-Петербурге общественный туалет, затем по этому же проекту были построены ещё пять. Автор образцовых проектов казарм. Занимался также частной практикой и построил большое количество домов в Петербурге.
Кроме архитектурной деятельности принимал участие в различных промышленных предприятиях. Был одним из учредителей василеостровского общества водопроводов (все постройки этого общества спроектированы Мерцем). Также участвовал в учреждении общества обработки строительных материалов и первый в Петербурге устроил гофмановскую, беспрерывно-действующую, кирпиче-обжигательную печь. Под его же непосредственным наблюдением произведена большая часть заводских построек этого общества. В последние годы жизни был архитектором при екатерининском институте, при тульском банке и участвовал в комиссии, наблюдавшей за перестройкой Европейской гостиницы.
Член-учредитель Петербургского общества архитекторов. Первый редактор журнала «Зодчий» (1872—1875). Коллежский советник (1870).
Архитектору и его семье принадлежали два доходных дома на Пушкинской улице в Санкт-Петербурге: № 16, построенный по собственному проекту в 1875—1876 годах, и № 17 (наследники архитектора продали его купцу И. Афанасьеву).
Проживал в Санкт-Петербурге в доме Семянникова.
Скончался 10 [22] декабря 1876 года в Мерано после продолжительной болезни. Похоронен на кладбище Новодевичьего монастыря в Санкт-Петербурге.

## Проекты и постройки

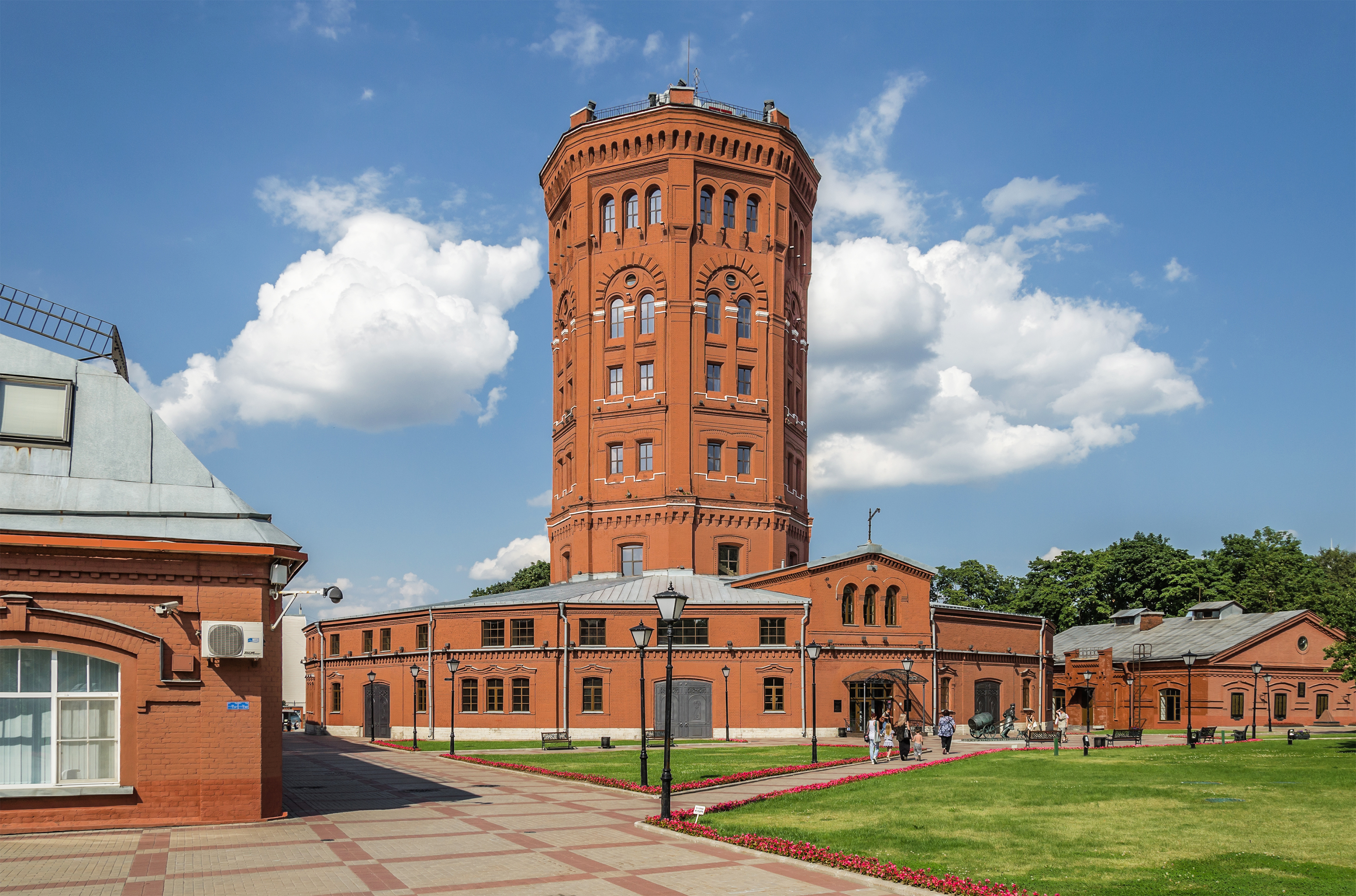
Водонапорная башня Центральной городской водопроводной станции

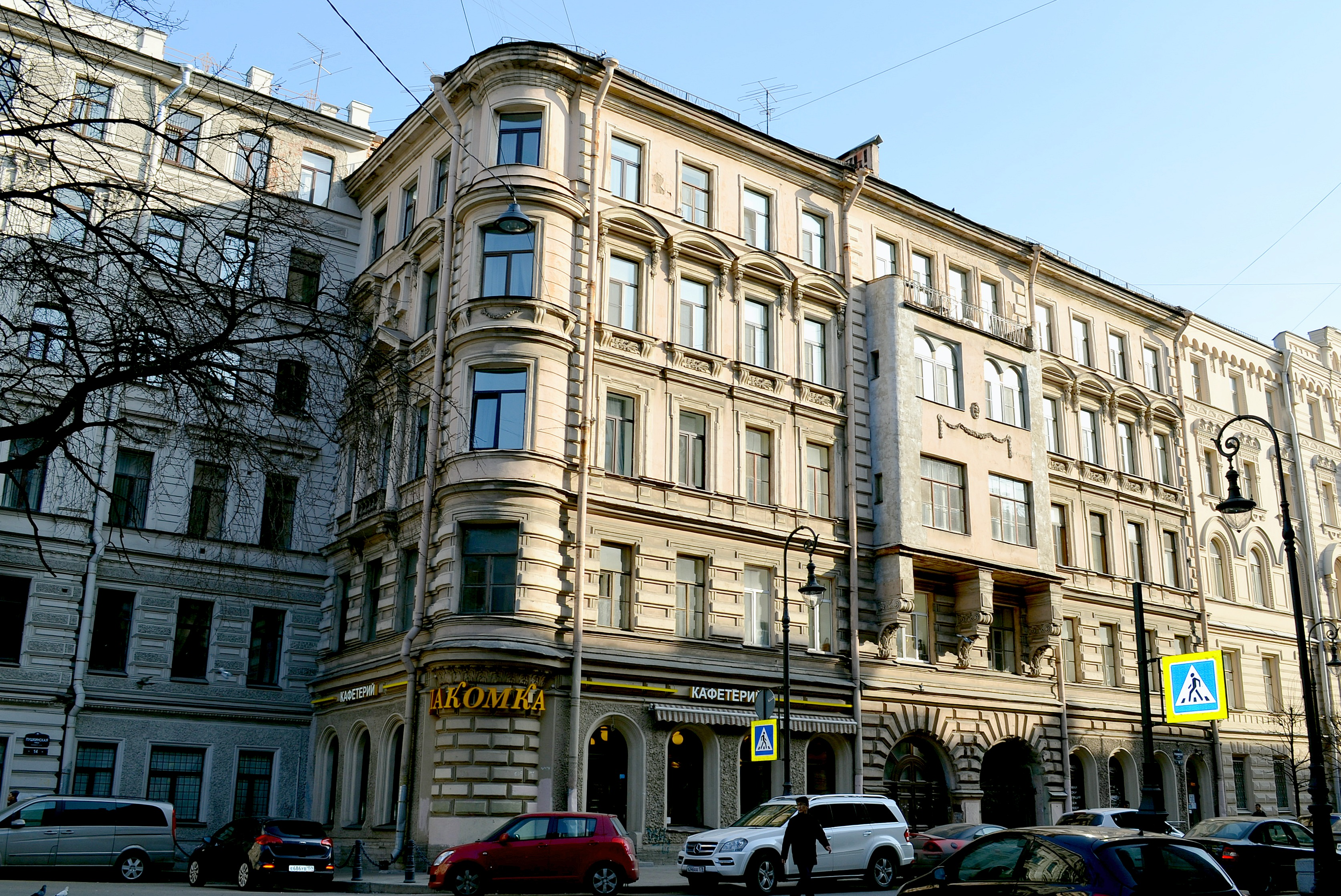
Доходный дом Е. Л. Мерц. Пушкинская улица, 16 (1875—1876)

- Проект углубления петергофской гавани и перестройки пристани под ней (1863).
- Устройство шоссейных дорог на Елагином острове.
- Центральная городская водопроводная станция. Шпалерная улица, 56 — Водопроводный переулок, 1 — Таврическая улица, 10 (1860—1863, совместно с Э. Г. Шуберским)[17].  7831703013
- Дом А. А. Малыгина (перестройка). Моховая улица, 41 (1864)[18].
- Завод Общества обработки строительных материалов. 19-я верста Шлиссельбургской дороги.
- Здание Комиссии погашения государственных долгов (перестройка). Казанская улица, 30 — переулок Гривцова, 14 (1864—1875)[9].  7830948001
- Дом Лобановых-Ростовских (правая часть) (надстройка). Большая Морская улица, 31 (1872)[19].  7831168000
- Дом Ю. Н. Адельсон (перестройка). Гороховая улица, 33 (1872, частично перестроен)[20]. 7830928000
- Доходный дом П. В. Оржевского (надстройка). Литейный проспект, 45 / Улица Белинского, 8 (1872)[21].
- Приёмная станция городского Преображенского кладбища с часовней Троицы Живоначальной. Военная улица, 2 (1872—1873, совместно с Д. В. Люшиным, не сохранилась)[22][23].
- Склады Северного общества страхования и склада товаров. Лиговский проспект, 50 (1873)[24][25][26].
- Доходный дом (перестройка). Улица Чехова, 9 (1873—1874)[27].
- Ограда Александровского сада (1873—1874, совместно с А. М. Пасыпкиным; сохранилась частично)[28][9].
- Деревянная дача генерала Жербина на Выборгской стороне[29].
- Адмиралтейские Ижорские заводы. Железоделательный завод (Железопрокатное отделение Ижорского завода). Колпино, Ижорский завод, 9АМ (1873—1875)[30].
- Здания Василеостровского водопровода. 23-я линия, 8 (1874)[9].
- Дворец великой княгини Ольги Александровны (западная часть — расширение). Улица Чайковского, 46—48 (1874)[31][32].  781721304690006
- Доходный дом (перестройка). Переулок Джамбула, 17 (1874—1875)[33].
- Перепланировка Калинкинского сквера (1875)[9].
- Доходный дом (перестройка). Набережная реки Мойки, 10 (1875)[34].
- Доходный дом Е. Л. Мерц. Пушкинская улица, 16 (1875—1876)[35].  7830408000
- Доходный дом. 7-я Советская улица, 8 (1875—1876)[36].
- Доходный дом А. В. Яковлевой. Дмитровский переулок, 18 / Колокольная улица, 6 (1875—1876)[37].
- Фонтан. Александровский сад (Совместно с Н. Л. Бенуа, А. Р. Гешвендом) (1876—1879)[38].